# 熊本県立高森高等学校
熊本県立高森高等学校（くまもとけんりつ たかもりこうとうがっこう）は、熊本県阿蘇郡高森町高森にある公立（県立）高等学校。かつては熊本県立阿蘇高等学校の分校または分室であった。

## 沿革
- 1948年4月 - 熊本県立阿蘇高等学校高森分校・白水分校（定時制）開校
- 1949年4月 - 高森分校と白水分校が合併し高森分校になる
- 1952年4月 - 定時制を全日制に改めて高森分室と改称
- 1953年4月 - 熊本県立高森高等学校として独立
- 2006年 - 文部科学省学力向上拠点形成事業に指定（2008年まで）
- 2020年 - 隣接する宮崎県高千穂町および大分県竹田市からの入学枠を定員の5％から13％に緩和。
- 2023年4月 - 公立高校では日本初となる「マンガ学科」を新設[1][2]。

## 校訓
1. 叡智を磨いて真理を探究する
2. 友愛の心を養い社会の福祉に貢献する
3. 心身を鍛えて困難を克服する

## 設置学科
- 普通科
  - グローカル探究コース
- マンガ学科